# 德朗西站
德朗西站（法語：Gare de Drancy），是法国的一个铁路车站，属于大区快铁B线B3支线和B5支线。开通于1919年，位于塞纳-圣但尼省德朗西。属于第三收费区（法語：Zone 3）。